# André Morel (pilote automobile)
Pour les articles homonymes, voir André Morel et Morel.
André Paul Victor Morel, né le 3 août 1884 à Troyes et mort le 5 octobre 1961 à Vaulx-en-Velin, est un pilote automobile français ayant notamment couru sur Amilcar. Il travaille d'abord chez Berliet à Lyon, avant de revenir en 1910 à Bar-sur-Aube. Il est représentant commercial pour Le Zèbre en 1920.

## Biographie

### Débuts
André Paul Victor Morel nait en 1884 à Troyes dans l'Aube. Il quitte le domicile familial, et travaille à 16 ans comme manutentionnaire aux Halles de Paris, avant de devenir apprenti chez Corre à Levallois-Perret, qui le prend comme mécano au tour de France automobile. Il travaille ensuite à Lyon, haut lieu automobile de l’époque, chez un négociant de voitures d’occasion où il se fait vite débaucher par l'un des collaborateurs de Marius Berliet.
À vingt ans, il pilote et teste les châssis de 40 chevaux et autobus Berliet dont il devient très vite le meilleur essayeur. Il pose ses bagages chez le constructeur à Lyon, où il devient l'un des collaborateurs le plus apprécié de Marius Berliet. Fort de cette expérience, il revient dans sa région natale pour s'établir à Bar-sur-Aube en 1910 où il dirige un premier garage automobile entre 1911 et 1914, puis il crée une compagnie d'autobus. Il est en sursis chez Berliet durant la Première Guerre Mondiale.

### Première Guerre mondiale
Pendant la Première Guerre mondiale, il s’engage dans l’aviation et devient rapidement pilote avant d'être promu instructeur. La pression est forte pour former le plus grand nombre de pilotes, il instruit 1 910 élèves[réf. nécessaire].
Après la fin du conflit il est embauché en 1918 par Le Zèbre comme responsable des ventes pour le Sud-Est de la France, mais avec les difficultés économiques de l’après-guerre, il doit y gérer une situation très difficile. Les voitures se vendent mal, l'usine n'arrivant pas à livrer les voitures dans les délais.

### Amilcar

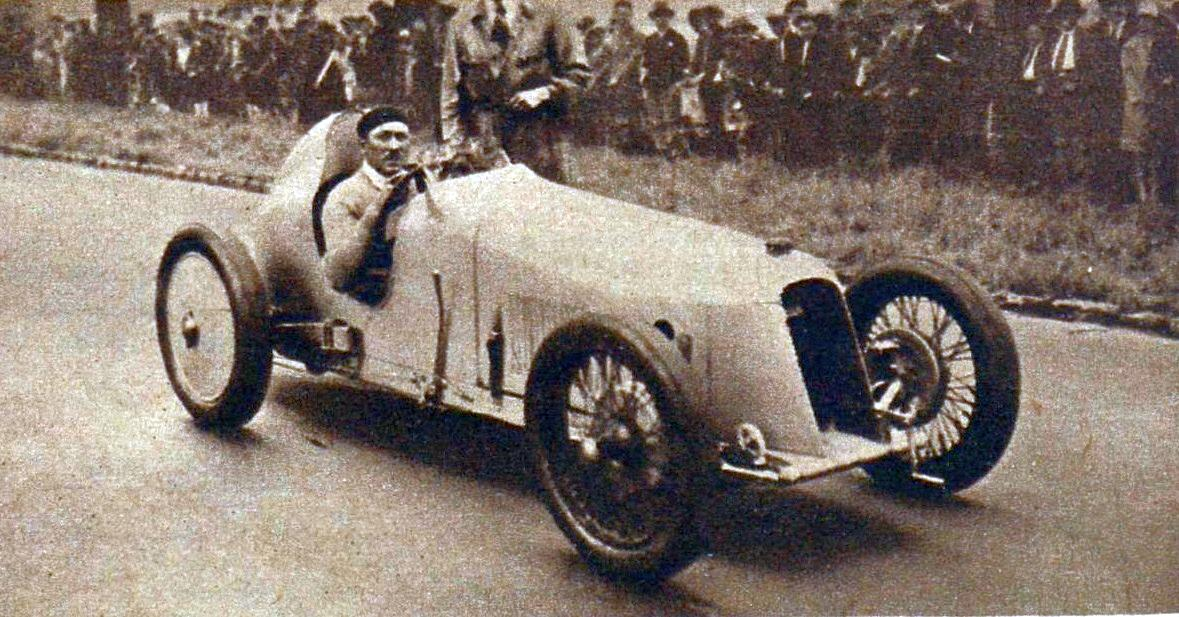
L'Amilcar 1.5 L. d'André Morel, pour ses records du monde de la catégorie du kilomètre et du mille lancés, à Arpajon puis Montlhéry en août et septembre 1928.

Edmond Moyet est un collaborateur de Jules Salomon chez Citroën sur le projet de la 5 CV. Il travaille hors de son métier à la construction d’un cyclecar, projet bien avancé pour lequel il recherche des partenaires financiers. Il rencontre André Morel, et les deux hommes se retrouvent au restaurant Excelsior où ils dessinent les premiers croquis de la voiture sur un coin de nappe[réf. nécessaire]. Pour les capitaux, André Morel met l’ingénieur en relation avec Emile Akar, qui détient des capitaux importants chez Le Zèbre, et Joseph Lamy qui en est le directeur commercial. Les deux hommes acceptent de financer le projet, en créant une nouvelle société.
La voiture est mise en construction dans des ateliers au 34 rue du Chemin Vert dans le 11e arrondissement de Paris, derrière la Bastille. Elle est nommée « Amilcar », jouant sur les noms des deux dirigeants Lamy et Akar. Le nom est déposé le 19 juillet 1921 au greffe du tribunal de commerce de la Seine.

#### Premiers pas d’Amilcar

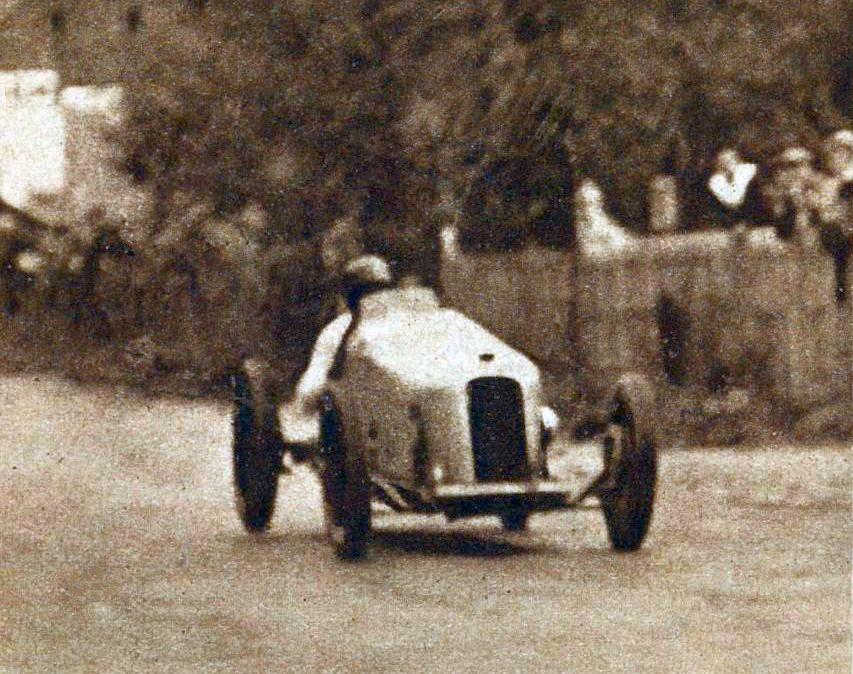
André Morel vainqueur de la côte de Gaillon en 1928, sur son Amilcar 1.5 L..

Emile Akar, Joseph Lamy et André Morel démissionnent de la société Le Zèbre ; le premier devient directeur général, le second supervise la partie commerciale de l’affaire, André Morel étant nommé responsable des ventes, et Edmond Moyet ingénieur en chef. Pour boucler le montage financier et augmenter le capital de la société, ils associent les agents qui représentent Le Zèbre, dont Dumond de Lyon, un agent de nombreuses marques automobiles : Delaunay-Belleville, Lorraine-Dietrich, Talbot-Darracq, et Le Zèbre.
Les statuts de « La Société nouvelle pour l’automobile Amilcar » (SNPA) sont déposés le 29 septembre 1921. En octobre de la même année, trois châssis sont exposés au salon de l’automobile au Grand Palais. Le 23 octobre 1921, André Morel remporte sur le premier cyclecar de la marque Amilcar (un « CC ») le kilomètre lancé à Lyon dans la catégorie 1,1 l, à plus de 90 km/h.

#### Pilote chez Amilcar

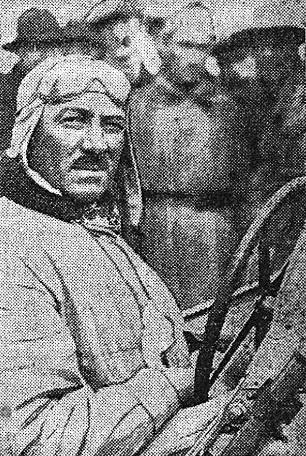
André Morel, vainqueur du GP de Monza Voiturettes, en 1926.

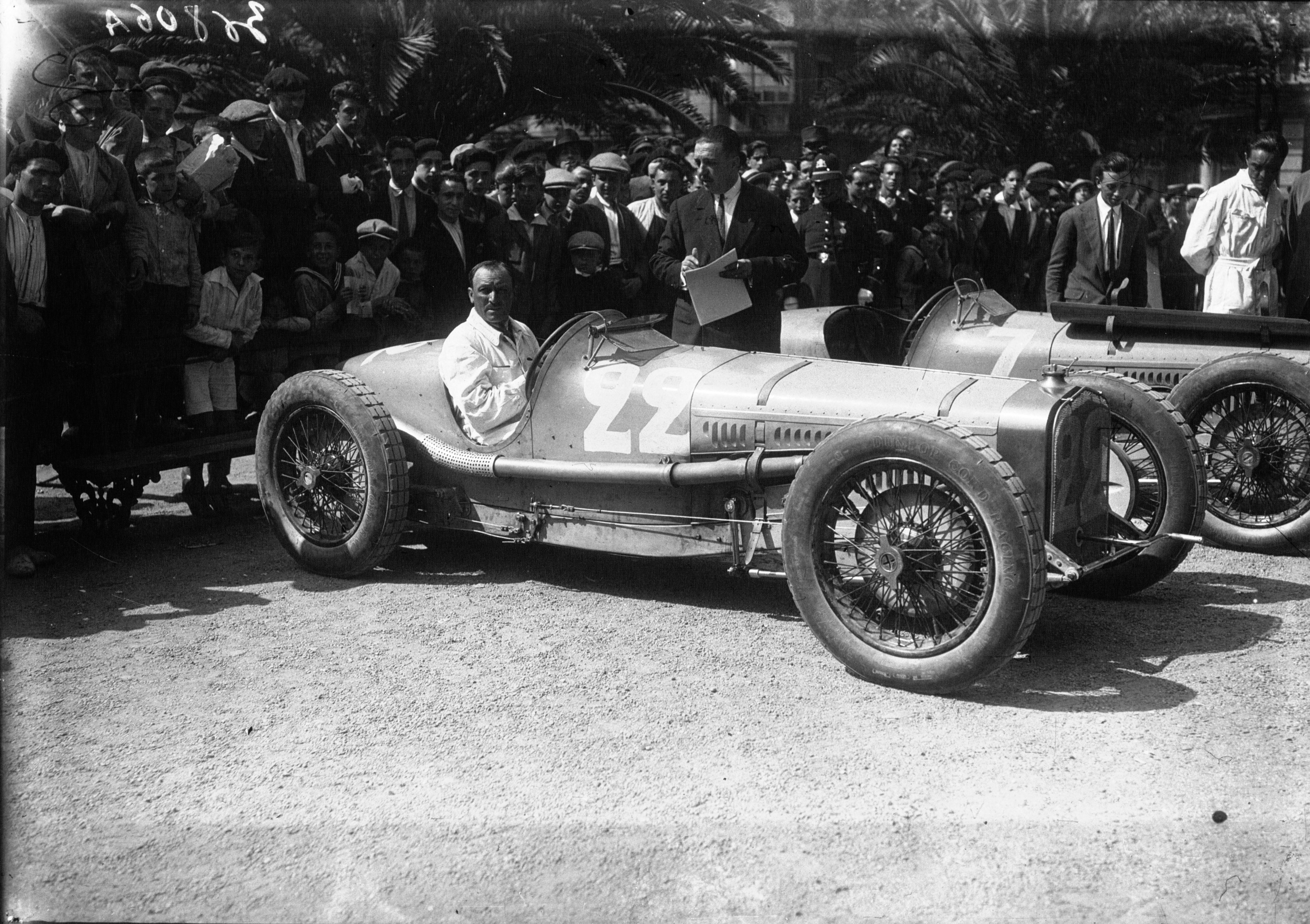
André Morel au GP de San Sebastian 1926 où il termine quatrième.

En septembre 1925, alors même qu’elle vient de déménager à Saint-Denis et que l'avantage fiscal accordé aux cyclecars disparaît, la firme Amilcar présente la C6, une voiture à ligne sportive dotée d'un six-cylindres, qui remporte 74 victoires en 1926, sa première année en course. Une version « client » est proposée, mais vendue 50 % plus cher qu'une Bugatti Type 37, qui ne convaincra qu'une quarantaine de sportifs fortunés. André Morel quitte Amilcar en 1929 ; la marque ne se sortira véritablement jamais de sa faste période cyclecar et s'éteindra avec la Seconde Guerre mondiale.
En 1923 et 1924, Morel remporte l'épreuve cyclecars de la Course de côte Nice - La Turbie. Finalement avec ce constructeur, il remporte également la côte du Pin (Nice, 1923), la côte de Planfoy (Forez, 1923 et 1924), la côte de Plâtrières (Marseille, 1925), la côte de Massillan (Nîmes, 1925), la côte de la Mi-Corniche (Monaco, 1926), la côte des Dunes (Poitiers, 1926), la côte du boulevard Michelet (Marseille, 1927), la côte de La Baraque (Clermont-Ferrand, 1928), la côte de Gaillon (Rouen, 1928), et enfin la côte de Morlaas (Pau, 1928). Il s'est aussi imposé préalablement dans l'épreuve d'endurance du Bol d'or automobile en 1922 (sur une voiturette à Saint-Germain-en-Laye), épreuve où il termine encore deuxième en 1925. Toujours en 1922 il est quatrième du Grand Prix de l'U.M.F. Cyclecars. En 1926 il remporte le Grand Prix de Provence en catégorie Cyclecars sur C6, puis avec la même voiture il réalise le meilleur temps en course lors du Grand Prix de l'ACF Cyclecars et il remporte le IVe Gran Premio del Vetturette à Monza (en réalisant encore le meilleur temps au tour), obtenant enfin une septième place au Junior Car Club 200 de Brooklands. En 1927, il gagne encore le Grand Prix de Provence cyclecars, puis plusieurs courses organisées lors du Tourist Trophy français et lors des 24 Heures de Paris (avec Martin, 1,1 l), le tout à Montlhéry.
En août 1928, Morel et Charles Martin établissent des records du monde avec l'Amilcar monoplace 1,5 L. sur le circuit d'Arpajon. Morel personnellement commence par obtenir les records 1,1 L. sur 5 kilomètres lancé, 5 milles lancé, 10 kilomètres arrêté, et 10 milles arrêté, puis avec sa 1,5 L. il décroche ceux du kilomètre et du mille départs lancés (avec 205  et   210,770 km/h),. Morel obtient encore une semaine plus tard les records du monde 1,1 L. sur 5 kilomètres lancé, 5 milles lancé, 10 kilomètres arrêté, et 10 milles arrêté, à Montlhéry, ainsi que le record du tour de piste absolu.

### Carrière de pilote

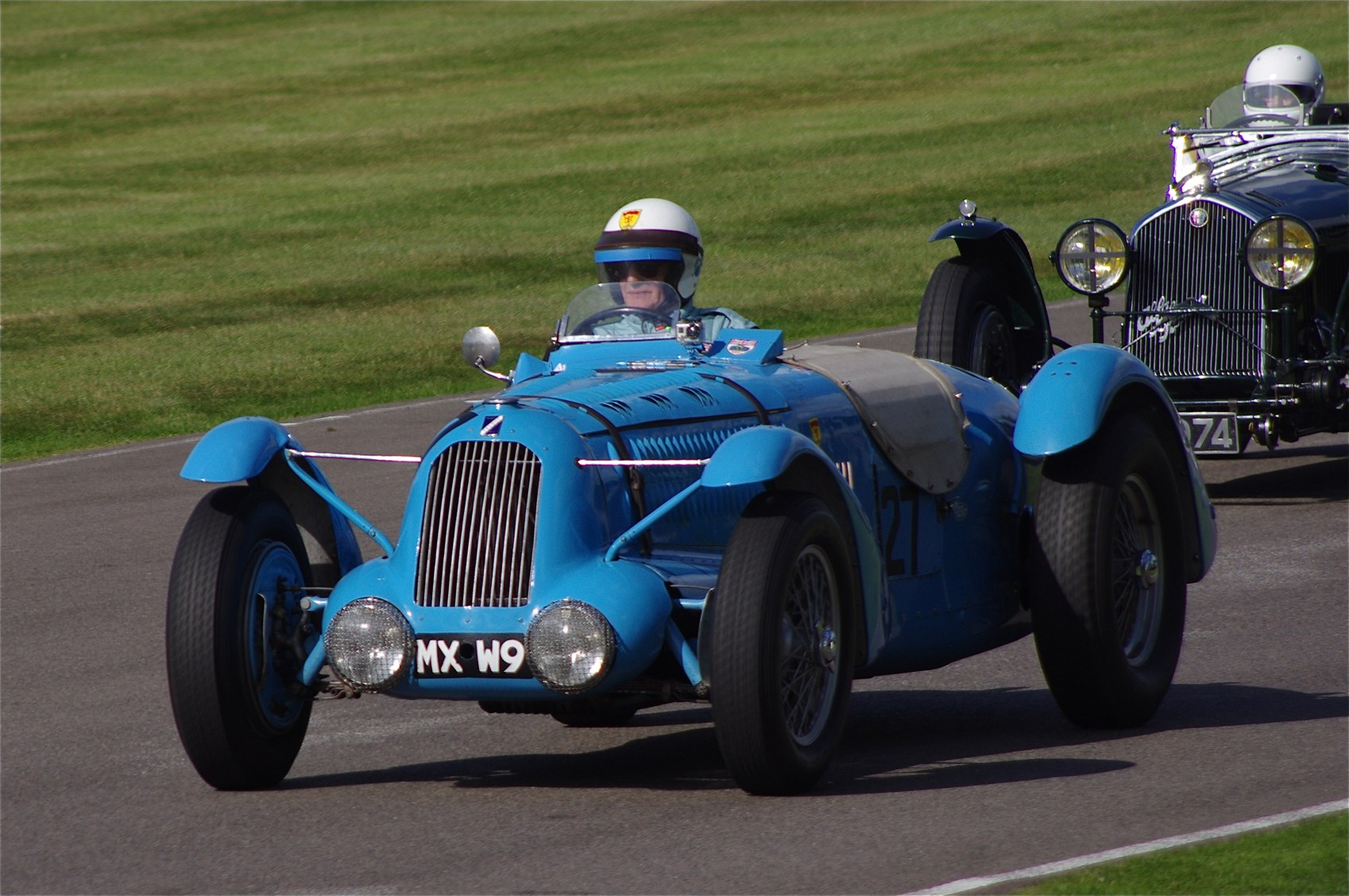
Une Talbot-Lago T26 avant guerre, modèle SS 1936.

André Morel sera ensuite pilote officiel pour plusieurs marques en parallèle (une victoire pour quatre podiums) :
- pour Voisin, il court les Grand Prix de Tours en 1923 et 1924, et pilote également les voitures V8 de la trentaine de records établis entre 1927 à 1929 (notamment pour le record mondial de l'heure), souvent avec Serge Kirilof à Montlhéry
- pour Delage, il conduit la 2LCV douze-cylindres au IIe Grand Prix de San Sebastian en 1924 (troisième), puis en 1925 (vainqueur de l'épreuve associé à Albert Divo) ; s'ensuivent des places d'honneur sur huit-cylindres entre 1926 et 1927 (quatrième du Grand Prix d'Europe en 1926, associé à Louis Wagner et à Edmond Bourlier, puis troisième lors du Grand Prix de l'ACF 1927, les deux avec la 155B)
- pour Amilcar, il réussit l'exploit d'amener sa C6 Cyclecars à la deuxième place du Junior Car Club 200 de Brooklands en 1927, alors derrière la Bugatti Type 39A Formule Libre de Malcolm Campbell. La saison suivante il est dixième du Grand Prix de Rome (ultime apparition au circuit d'Esterel Plage en 1931, en 1,1 l)
- pour DeSoto, il finit quinzième des 24 Heures de Spa, en 1930
- pour Talbot, il est chef des essais et second pilote au service d'Anthony Lago et court alors de nombreuses épreuves, comme les Trois Heures de Marseille, le Grand Prix de l'ACF à Montlhéry (dixième en 1936 avec Luigi Chinetti), le Grand Prix de la Marne (cinquième en 1936), ou le Grand Prix du Comminges (sixième en 1936) ; il remporte la victoire aux 12 Heures de Paris avec René Le Bègue en 1938, sur Talbot-Lago T26. Il revient avec la marque après guerre, toujours sur Talbot-Lago, entre 1948 (aux 12 Heures de Paris) et 1953 (quatre éditions consécutives des 24 Heures du Mans, de 1949 à 1952)

Quatre participations sont aussi à citer aux 24 Heures du Mans : avec Amilcar en 1924 et 1925 (deux abandons), puis Talbot en 1938 (troisième avec Jean Prenant sur Talbot-Lago T150SS Coupé, à la moyenne de 123,3 km/h) et 1939 (abandon).
Le 5 juin 1932, il est demandé à ce pilote d'inaugurer le Circuit d'Orléans, en effectuant le premier tour de roues avant les épreuves prévues (en présence du Président de l'ACF).

### Après-Guerre
Il concourt donc encore aux 24 Heures du Mans à quatre autres reprises, en 1949, 1950, 1951, et 1952 (encore neuvième pour sa dernière apparition à soixante-huit ans, avec André Chambas sur Talbot Lago GS).
André Morel se promène désormais chaque dimanche avec sa famille à l'Autodrome de Linas-Montlhéry, dont il a les clés. Le circuit est vaste et Mme Fleure Morel passe en général tout l'après-midi dans la voiture, stratégiquement située pour observer une partie du circuit. Elle se lassera pourtant, et la famille Morel achètera une maison à proximité du lieu, pour que Mme Morel reste au chaud.
Morel meurt en 1961, âgé de soixante-dix-sept ans à Vaulx-en-Velin, dans la banlieue lyonnaise. Le journal local Le Progrès mentionnera avec retard[réf. nécessaire] que son décès « est passé inaperçu ».